# Vishneve (Dnipropetrovsk)
Vishneve (en ucraniano: Вишневе, romanizado: Vyshneve, lit. 'cerezos') es un pueblo ucraniano perteneciente al óblast de Dnipropetrovsk. Situado en el centro del país, es parte del raión de Kamianské y centro del municipio (hromada) homónimo.

## Toponimia
El nombre del lugar en ruso es Vishniovoye (en ruso: Вишнёвое).

## Geografía
El asentamiento está situado a orillas del río Lozuvatka, a 15 km al este de Piatijatki, a 12 km al suroeste de Vilnogirsk y a 78 km al oeste de Dnipró. 

## Historia
En 1887, se construyó una estación de tren y a 4 km de distancia se fundó un pueblo que lleva el nombre del terrateniente Erasta Brodskoho, Erastivka (en ucraniano: Ерастівка). En 1899, por iniciativa de Erasta Brodskoho, se abrió una escuela de cultura agrícola.
Hasta 1917 el pueblo era más bien una estación de abastecimiento ferroviario, pero con el desarrollo del transporte ferroviario el pueblo se desarrolló paralelamente. El número de personas, especialmente los trabajadores ferroviarios, aumentó especialmente en 1926 y especialmente después de la Segunda Guerra Mundial.
En 1957 el pueblo se convirtió en un asentamiento de tipo urbano y en 1961 pasó a llamarse Vishneve debido a la gran cantidad de cerezos en el pueblo.
Vishenve fue parte del raión de Piatijatki hasta 2020, año en el que se hizo una reforma administrativa que redujo el número de raiones del óblast de Dnipropetrovsk a siete, y la ciudad pasó a ser parte del raión de Kamianské.En 2023, la localidad perdió el estatus de asentamiento de tipo urbano debido a la eliminación de este estatus administrativo.

## Demografía
La evolución de la población de Vishneve entre 1959 y 2022 fue la siguiente:
| 2524                                                          | 2748 | 2497 | 2617 | 2562 | 2362 | 2389 | 2354 | 2255 |
| (Fuente: Cities & Towns of Ukraine y UKRAINE: Größere Städte) |      |      |      |      |      |      |      |      |

Según el censo de 2001, la lengua materna de la mayoría de los habitantes, el 93,94%, es el ucraniano; del 5,86% es el ruso.

## Infraestructura

### Transporte
Vishneve tiene acceso a la autopista H08, que conecta Kamianské y Kremenchuk, y a la autopista M04, que conecta Dnipró con Známianka con una conexión adicional a Kropivnitski. La estación de tren de Yerastivka se encuentra en Vishneve, parte del ferrocarril que conecta Dnipró a través de Kamianské con Piatijatki.